# Dixa claripennis
Dixa claripennis är en tvåvingeart som beskrevs av Seguy 1938. Dixa claripennis ingår i släktet Dixa och familjen u-myggor. Inga underarter finns listade i Catalogue of Life.